# شوهي أونو
شوهي أونو (باليابانية: 大野将平 ) (و. 1992  م) هو لاعب جودو ياباني، ولد في ياماغوتشي، شارك في الجودو في الألعاب الأولمبية الصيفية 2016، وشارك في الجودو في الألعاب الأولمبية الصيفية 2016 – رجال 73 كجم ‏.

## التعليم
تعلم في Tenri University ‏
.

## جوائز
حصل على جوائز منها:
- قائد الفنون والآداب (17 يناير 2013)[5]
- جائزة المنافسة العامة  [لغات أخرى]‏ (1946)

## روابط خارجية
- شوهي أونو على موقع الفيدرالية الدولية للجودو (الإنجليزية)
- شوهي أونو على موقع JudoInside.com (الإنجليزية)
- شوهي أونو على موقع AllJudo.net (الفرنسية)
- شوهي أونو على موقع اللجنة الأولمبية الدولية (الإنجليزية)
- شوهي أونو على موقع أوليمبيديا (الإنجليزية)